# Igreja Anglicana no Japão
O Nippon Sei Ko Kai (em japonês: 日本 聖公会; romaniz.: Nippon Seikōkai; lit. "Santa Igreja Católica Japonesa"), abreviado como NSKK, ou às vezes referido em inglês como Igreja Episcopal Anglicana no Japão, é a Província da Comunhão Anglicana no Japão ( Nippon Kanku ).
Como membro da Comunhão Anglicana, o Nippon Sei Ko Kai compartilha muitas das práticas doutrinárias e litúrgicas históricas da Igreja da Inglaterra. O Nippon Sei Ko Kai, em comum com outras igrejas da Comunhão Anglicana, considera-se parte da Igreja Una, Santa, Católica e Apostólica e é católico e reformado.
Com cerca de 90 milhões de membros em todo o mundo, a Comunhão Anglicana é a terceira maior comunhão cristã do mundo, depois da Igreja Católica Romana e das Igrejas Ortodoxas Orientais. O Nippon Sei Ko Kai tem aproximadamente 32.000 membros organizados em onze dioceses e encontrados em congregações da igreja local em todo o Japão.

## História

### Início do cristianismo (1549–1846)
O jesuíta São Francisco Xavier, juntamente com os exploradores e missionários portugueses, trouxe o cristianismo para o Japão no século XVI. Em 1587, a fé e a vida cristãs foram proibidas e cristãos japoneses e estrangeiros foram perseguidos abertamente. Em memória desses primeiros cristãos japoneses, e em comum com a Igreja Católica Romana, o Nippon Sei Ko Kai comemora os Mártires do Japão todo dia 5 de fevereiro por sua vida e testemunho.
Todos os estrangeiros foram posteriormente expulsos em 1640, quando o Japão começou dois séculos de isolamento auto-imposto e as comunidades cristãs foram levadas a se esconder. Quando os estrangeiros foram finalmente autorizados a voltar para as principais ilhas do Japão na década de 1850, eles encontraram milhares de cristãos que mantiveram sua fé e identidade cristã através de séculos de perseguição.

### Igreja da missão primitiva (1846–1900)
Trabalho missionário da igreja anglicana no Japão começou com o britânico Missão Naval Loochoo nas periféricas ilhas Ryukyu, em maio de 1846. George Jones um capelão viajando com a expedição do Commodore Perry da Marinha dos Estados Unidos, celebrou o primeiro culto fúnebre em solo japonês, em Yokohama em 9 de Março de 1854. Mais sacerdotes permanentes da Igreja Episcopal, John Liggins e Channing Moore Williamsh, chegaram ao porto de Nagasaki em maio e junho de 1859.  Depois da abertura do porto de Yokohama em junho de 1859, anglicanos da comunidade estrangeira se reuniram para cultos na residência do cônsul britânico. Um capelão consular britânico, Michael Buckworth Bailey, chegou em agosto de 1862 e, após uma campanha bem-sucedida de captação de recursos, a Igreja de Christ Church em Yokohama foi dedicada em 18 de outubro de 1863.

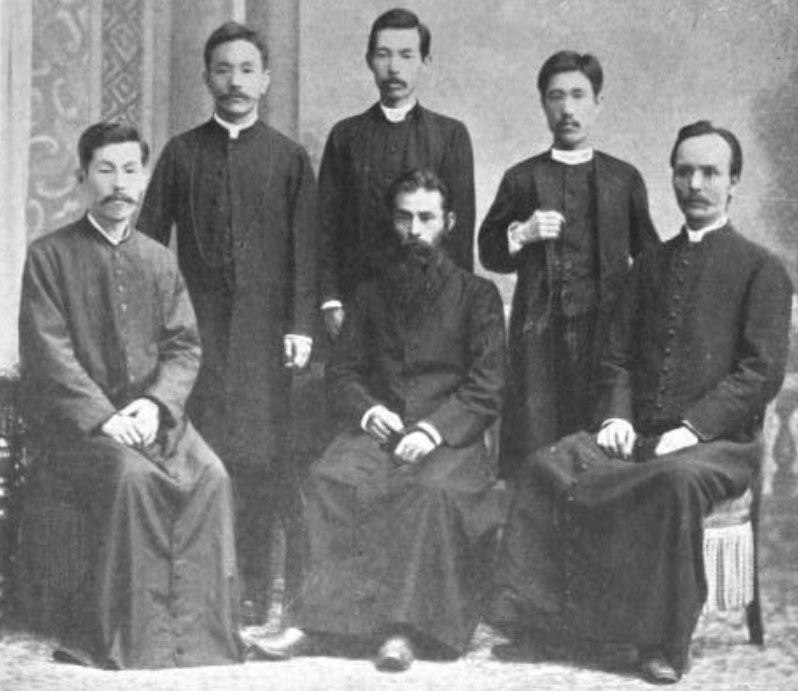
Clero da Nippon Sei Ko Kai (Em 1888)

Devido a restrições do governo ao ensino do cristianismo e a uma significativa barreira da língua, os deveres religiosos do clero foram inicialmente limitados a servir como ministros aos residentes americanos e britânicos dos assentamentos estrangeiros. O primeiro batismo registrado por Williams de um convertido japonês, um samurai de Kumamoto chamado Shōmura Sukeuemon, foi registrado em 1866.
Liggins e Williams foram enviados a Nagasaki em janeiro de 1869 por George Ensor, um padre representando a Sociedade Missionária da Igreja da Igreja da Inglaterra. Após 1874, juntou-se a ele H. Burnside em Nagasaki, CF Warren em Osaka, Philip Fyson em Yokohama, J. Piper em Tóquio (Yedo), H. Evington em Niigata e W. Dening em Hokkaido.  H. Maundrell juntou-se à missão no Japão em 1875 e serviu em Nagasaki. John Batchelor era um sacerdote missionário do povo Ainu. de Hokkaido de 1877 a 1941.
Após a Restauração Meiji, uma nova e significativa legislação relativa à liberdade de religião foi introduzida, facilitando em setembro de 1873, a chegada em Tóquio de Alexander Croft Shaw e William Ball Wright como os primeiros sacerdotes missionários enviados ao Japão pela Sociedade de Propagação do Evangelho. Williams, nomeado bispo episcopal da China e do Japão em 1866, mudou-se primeiro para residir em Osaka em 1869 e depois se mudou para Tóquio em dezembro de 1873.
Em 1879, através do trabalho cooperativo entre as várias missões anglicanas, a maior parte do Livro de Oração Comum havia sido traduzida e publicada em japonês. Uma versão completa do texto sendo concluída em 1882. No domingo de ramos de 1883, Nobori Kanai e Masakazu Tai, os graduados da escola teológica de Tóquio foram ordenados pelo bispo Williams como os primeiros diáconos japoneses na igreja. Em 1888, a Igreja Anglicana do Canadá também começou o trabalho missionário no Japão, posteriormente concentrando-se principalmente em Nagoya e no Japão Central.

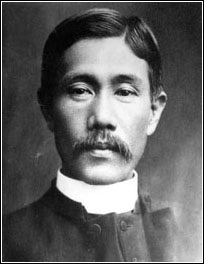
Rev.John Toshimichi Imai

Além do trabalho dos ministros ordenados da igreja, grande parte do perfil público positivo desfrutado pela Igreja Anglicana no Japão durante esse período inicial de missão foi devido ao trabalho de missionários leigos que trabalham para estabelecer escolas, universidades e instalações médicas. Entre esse grupo, havia mulheres missionárias importantes, como Ellen G. Eddy, na Escola St. Agnes em Osaka, Alice Hoar na Escola St. Hilda e Florence Pitman na Escola St. Margaret, ambas localizadas em Tóquio. Hannah Riddell, que estabeleceu o Hospital Kaishun para pessoas com hanseníase em Kumamoto e Mary Cornwall-Legh, que administrava uma instalação semelhante em Kusatsu, Gunma, foi homenageada pelo governo japonês por seu trabalho.
O primeiro sínodo do Nippon Sei Ko Kai reuniu-se em Osaka em fevereiro de 1887. Nessa reunião, instigada pelo bispo Edward Bickersteth e presidida pelo bispo Williams, foi acordado unir os vários esforços missionários anglicanos no Japão em uma igreja nacional autônoma; o Nippon Sei Ko Kai. Os 17 participantes europeus e americanos no primeiro Sínodo foram superados em número por 14 outros clérigos e 50 delegados japoneses leigos.
O número total de membros da igreja Nippon Sei Ko Kai em 1887 foi estimado em 1.300. John Toshimichi Imai, diácono ordenado em 1888 e elevado ao sacerdócio pelo bispo Bickersteth em 1889, foi o primeiro japonês a se tornar um sacerdote anglicano ordenado.
Em 1890, J. G. Waller, um padre anglicano canadense, chegou ao Japão com sua esposa Lydia. Em 1892 eles se mudaram para Nagano, onde ele estabeleceu igrejas na cidade de Nagano em 1898  que foi registrada nacionalmente como uma importante propriedade cultural tangível em 2006.  Waller ajudou a estabelecer um sanatório para tuberculose em Obuse, Nagano, financiado por doações de anglicanos do Canadá.

### Desafios contínuos de crescimento e tempo de guerra (1900-1945)

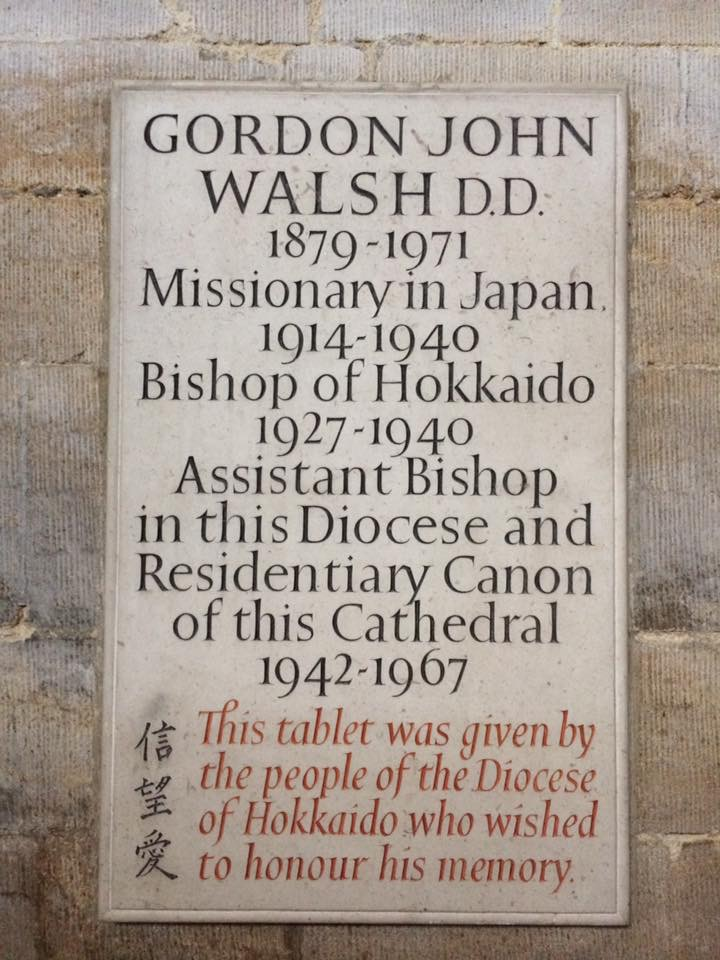
Placa na catedral de Ely em comemoração a Gordon John Walsh, bispo de Hokkaido.

Em 1906, o Nippon Sei Ko Kai cresceu para 13.000 membros, dos quais 6.880 eram comunicantes com um ministério ordenado liderado por japoneses de 42 sacerdotes e 22 diáconos. Henry St. George Tucker, presidente do St. Paul's College e, em 1913, nomeado bispo de Quioto, foi um dos principais líderes missionários do período que defendia que uma igreja independente, liderada e apoiada pelos japoneses era a única maneira pela qual o cristianismo poderia ser levado à população em geral do Japão. Iniciativas foram implementadas para ajudar a aumentar a auto-suficiência financeira das congregações da igreja e dos primeiros bispos japoneses, John Yasutaro Naide, bispo de Osaka e Joseph Sakunoshin MotodaBispo de Tóquio, foram consagrados em 1923.
Durante a década de 1930, com o declínio do financiamento estrangeiro e o número de missionários anglicanos estrangeiros no Japão, surgiram novos desafios para a liderança e os leigos da igreja Nippon Sei Ko Kai, devido ao crescente foco em Xintoísmo como religião prescrita pelo Estado e à crescente influência do militarismo no país. política estrangeira. O cristianismo foi retratado por muitos políticos nacionalistas na época como incompatível com a lealdade dos súditos japoneses. Em resposta, o Nippon Sei Ko Kai emitiu declarações periódicas em apoio ao Exército Imperial. E a primeira metade do século XX viu a expansão do NSKK no exterior. Taiwan Sheng Kung Hui foi fundada, várias igrejas de língua japonesa, como a Igreja Dalian Sheng Kung Hui, foram construídas na diocese de Chung Hua Sheng Kung Hui, norte da China, na Manchúria, e a Igreja Anglicana da Coréia foi absorvida pelo NSKK.
Um período mais ativo de perseguição governamental começou em 1937, particularmente para denominações cristãs como o Exército da Salvação, com seu compromisso com a reforma social, e para o NSKK, com seus vínculos históricos com a Igreja da Inglaterra. A condenação do arcebispo Lang em outubro das ações do Exército Imperial Japonês na China provocou um escrutínio hostil do NSKK e fez com que alguns membros da liderança da igreja se desassociassem publicamente dos vínculos com a Comunhão Anglicana mundial. Durante a Segunda Guerra Mundial, a maioria das igrejas protestantes no Japão foram reunidas à força pelo governo japonês da guerra para formar a Igreja Unida de Cristo no Japão, ou Kyodan. Refletindo o caráter doutrinário distinto da Comunhão Anglicana, muitas congregações individuais de Nippon Sei Ko Kai se recusaram a participar. O custo da resistência e da não cooperação com as políticas religiosas do governo foi assediado pela polícia militar e períodos de prisão para líderes da igreja como os bispos Samuel Heaslett, Hinsuke Yashiro e Todomu Sugai, bem como o primaz Paul Shinji Sasaki.
A St. Andrew's Tokyo , agora a igreja da Catedral para a Diocese Anglicana de Tóquio, foi uma dessas congregações que resistiram à pressão do governo, lutando para manter suas terras, igrejas e identidade anglicana até o fim da guerra em 1945. No entanto, como muitos Nippon Sei Ko urbanos Igrejas Kai, instalações médicas e educacionais, os edifícios de St. Andrew foram perdidos no bombardeio incendiário dos Aliados em 1945.

### Período pós-guerra (1945–2013)

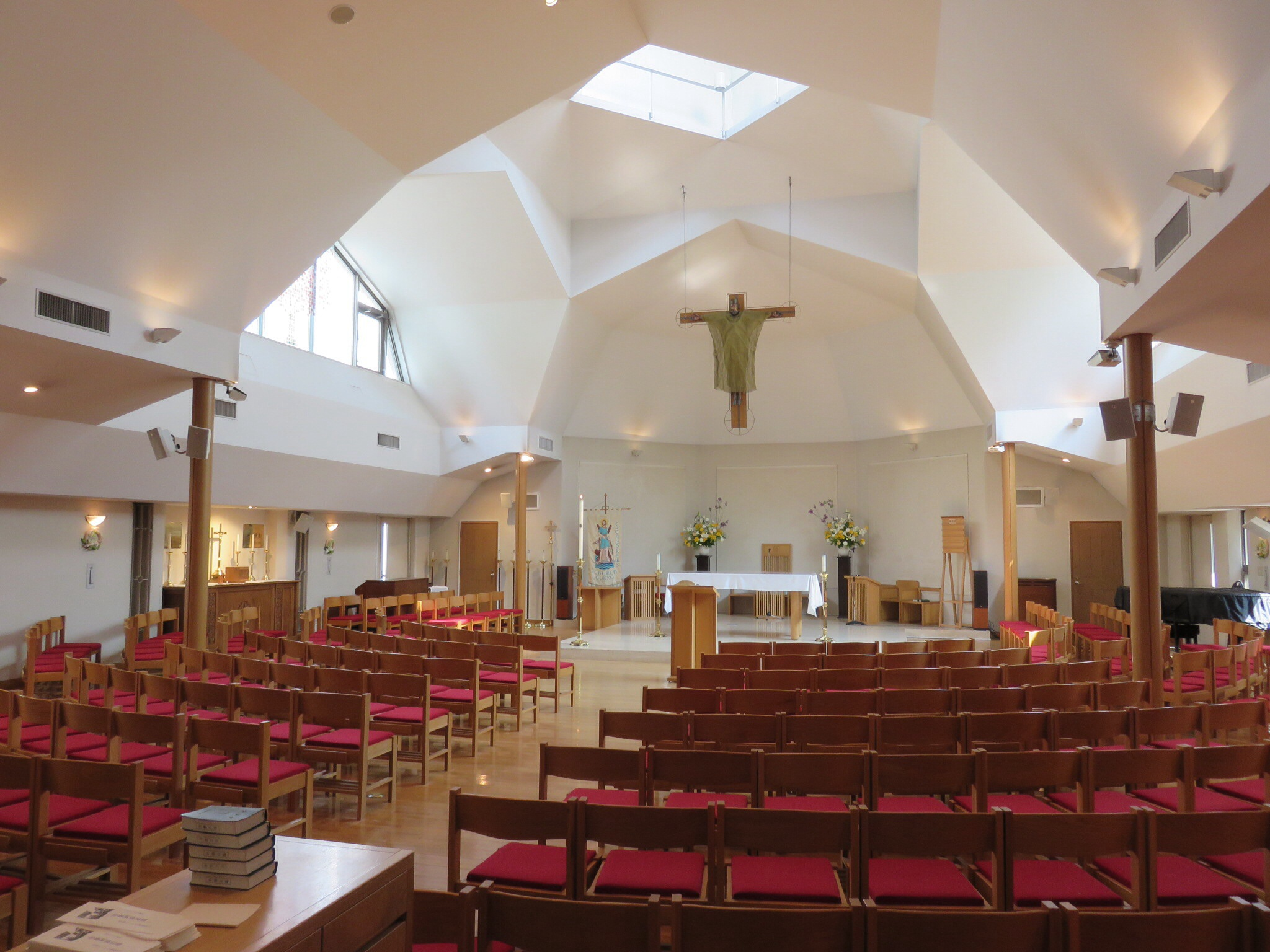
Catedral de Santo André, Diocese de Tóquio.

A pressão de uma guerra prolongada causou danos à unidade interna da igreja e à infraestrutura física do Nippon Sei Ko Kai; 71 de um total de 246 igrejas foram destruídas, outras estavam em mau estado devido a negligência, requisição pelos militares ou vandalismo.
Através de atos individuais e maiores de reconciliação comunitária, e com o apoio de uma Comissão Anglicana enviada pelo Arcebispo de Canterbury, Arcebispo Fisher em 1946; o Nippon Sei Ko Kai foi reorganizado em 1947, com uma liderança composta por bispos japoneses à frente de cada diocese, renovando sua vida e missão para o Evangelho Cristão no Japão.
Participando da Conferência de Lambeth de 1948 , o Presidente Yashiro levou consigo uma capa e mitra de seda finamente bordada, apresentada ao Arcebispo Fisher como um gesto de agradecimento dos membros do Nippon Sei Ko Kai pelos laços de comunhão que continuavam a manter os membros da Igreja Anglicana. Comunhão juntos, após as hostilidades da guerra. O arcebispo de Canterbury, Geoffrey Fisher, usou o manto no culto de abertura da Conferência de Lambeth naquele ano e novamente em 1953 na coroação da rainha Elizabeth II.
O Nippon Sei Ko Kai tornou-se uma província financeiramente independente da Comunhão Anglicana em 1972.
Adotando uma Declaração formal de responsabilidade da guerra no Sínodo Geral em 1996 e refletindo sobre a ocupação japonesa da China e da Coréia antes da Segunda Guerra Mundial, o NSKK atua em projetos plurianuais que promovem programas de paz, reconciliação e intercâmbio de jovens entre nações do leste asiático.
Duas décadas depois de se tornar a primeira mulher diácona, Margaret Ryoko Shibukawa foi ordenada a primeira mulher sacerdote no Nippon Sei Ko Kai em dezembro de 1998.
O Nippon Sei Ko Kai celebrou o 150.º aniversário da testemunha cristã anglicana contínua no Japão em 2009. A ocasião foi marcada com uma série de eventos da igreja e da comunidade e visitas do então arcebispo de Canterbury, Rowan Williams e do bispo presidente da Igreja Episcopal nos Estados Unidos da América na época, Katharine Jefferts Schori.
Em 2013, o NSKK co-organizou com a Igreja Anglicana da Coréia, a 2.ª Conferência Mundial da Paz Anglicana em Okinawa.
O NSKK é membro do Conselho Nacional Cristão no Japão.

## Presente
Nathaniel Makoto Uematsu, Bispo de Hokkaido, foi instalado como atual Primaz de Nippon Sei Ko Kai em 25 de maio de 2006.
Hoje, o Nippon Sei Ko Kai continua suas tradições de ministério e testemunho cristão no Japão através da vida congregacional da igreja, hospitais, escolas, defesa social e apoio a organizações sem fins lucrativos.
A igreja, tanto em nível nacional quanto local, trabalha para apoiar comunidades desfavorecidas, marginalizadas ou discriminadas contra as comunidades no Japão, bem como as comunidades em Tohoku afetadas pelo terremoto, tsunami e subsequente crise no Japão no leste de 2011. na usina nuclear de Fukushima Daiichi.
O NSKK também se dedica ao trabalho missionário em campo no exterior, como nas Filipinas.
Oito das dioceses da NSKK ordenam mulheres ao diaconado e ao sacerdócio.

## Dioceses e igrejas notáveis
Atualmente, existem onze dioceses no Nippon Sei Ko Kai e mais de trezentas congregações de igrejas e capelas espalhadas por todo o país. Igrejas notáveis em cada diocese de norte a sul incluem:
| Diocese   | Catedral                          | Local    |
| --------- | --------------------------------- | -------- |
| Hokkaido  | Catedral da Igreja de Cristo      | Sapporo  |
| Tohoku    | Catedral da Igreja de Cristo      | Sendai   |
| Kitakanto | Catedral de São Matias            | Maebashi |
| Tóquio    | Catedral de Santo André           | Tóquio   |
| Yokohama  | Catedral de Santo André           | Yokohama |
| Chubu     | Catedral de São Mateus            | Nagoya   |
| Quioto    | Catedral de Santa Inês            | Quioto   |
| Osaka     | Catedral da Igreja de Cristo      | Osaka    |
| Kobe      | Catedral de São Miguel            | Kobe     |
| Kyushu    | Catedral de São Paulo             | Fukuoka  |
| Okinawa   | Catedral de São Paulo e São Pedro | Naha     |

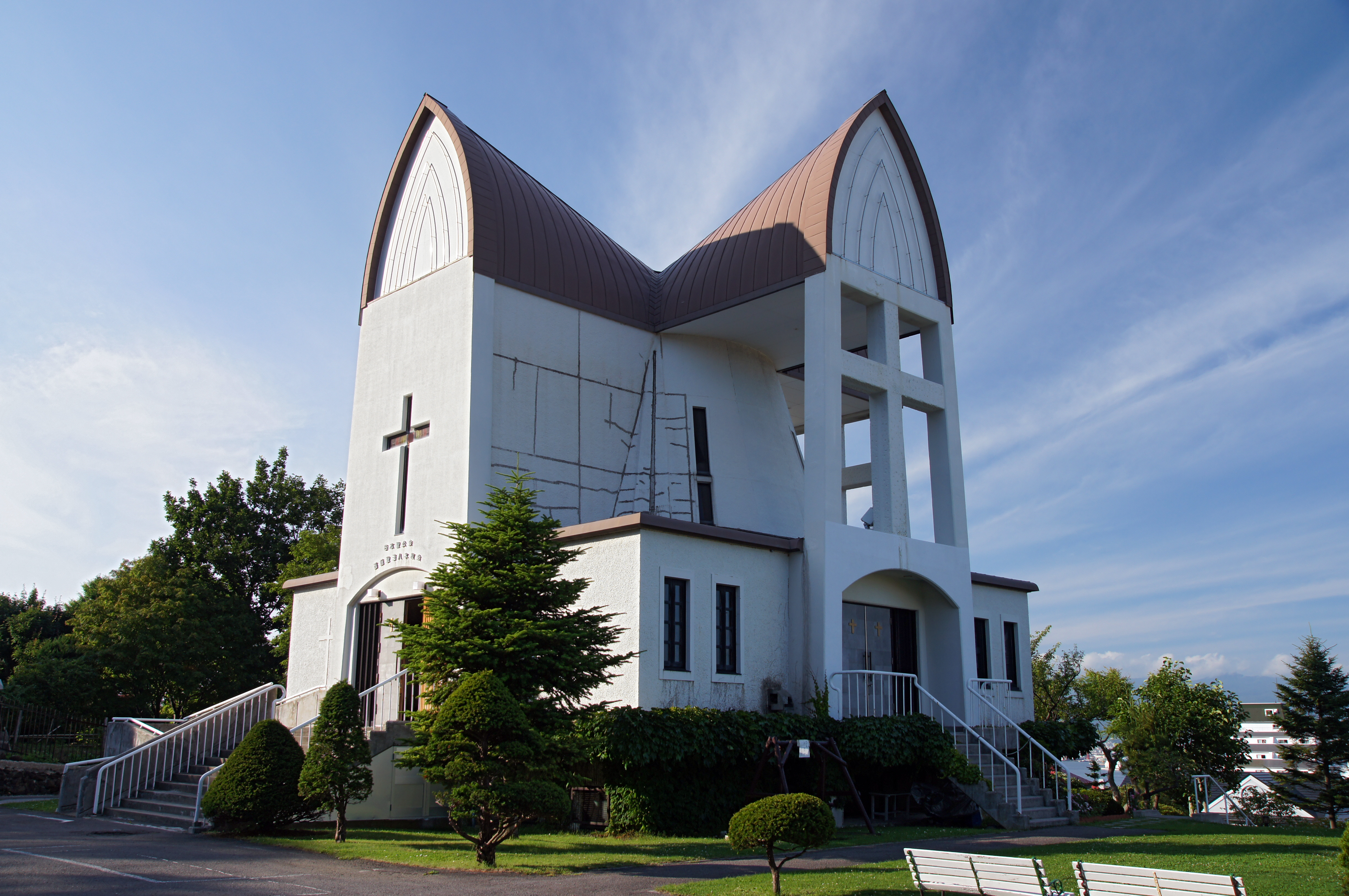
Igreja de São João, Hakodate
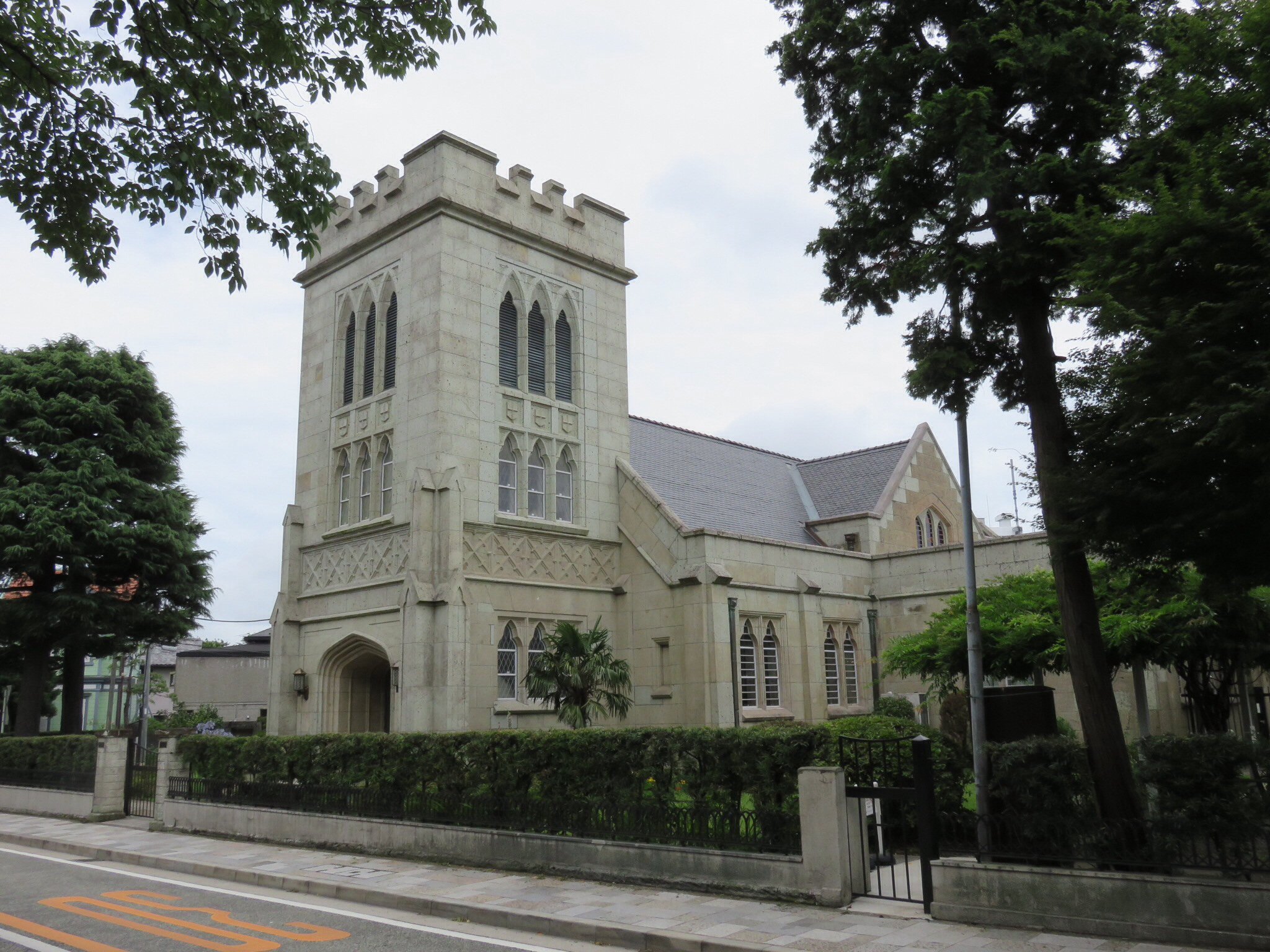
Igreja de Cristo, Yokohama
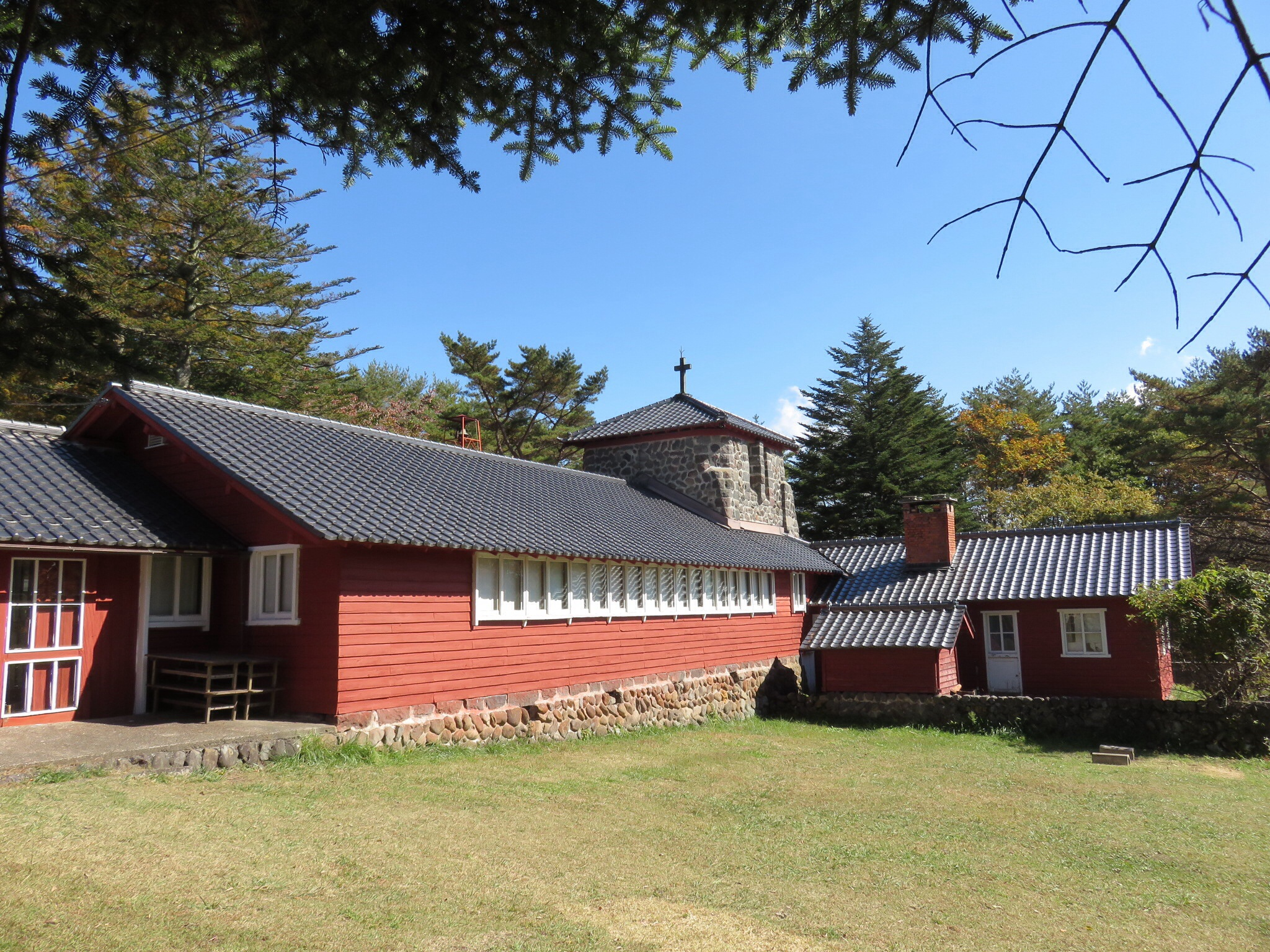
Igreja de Santo André, Kiyosato, Yamanashi
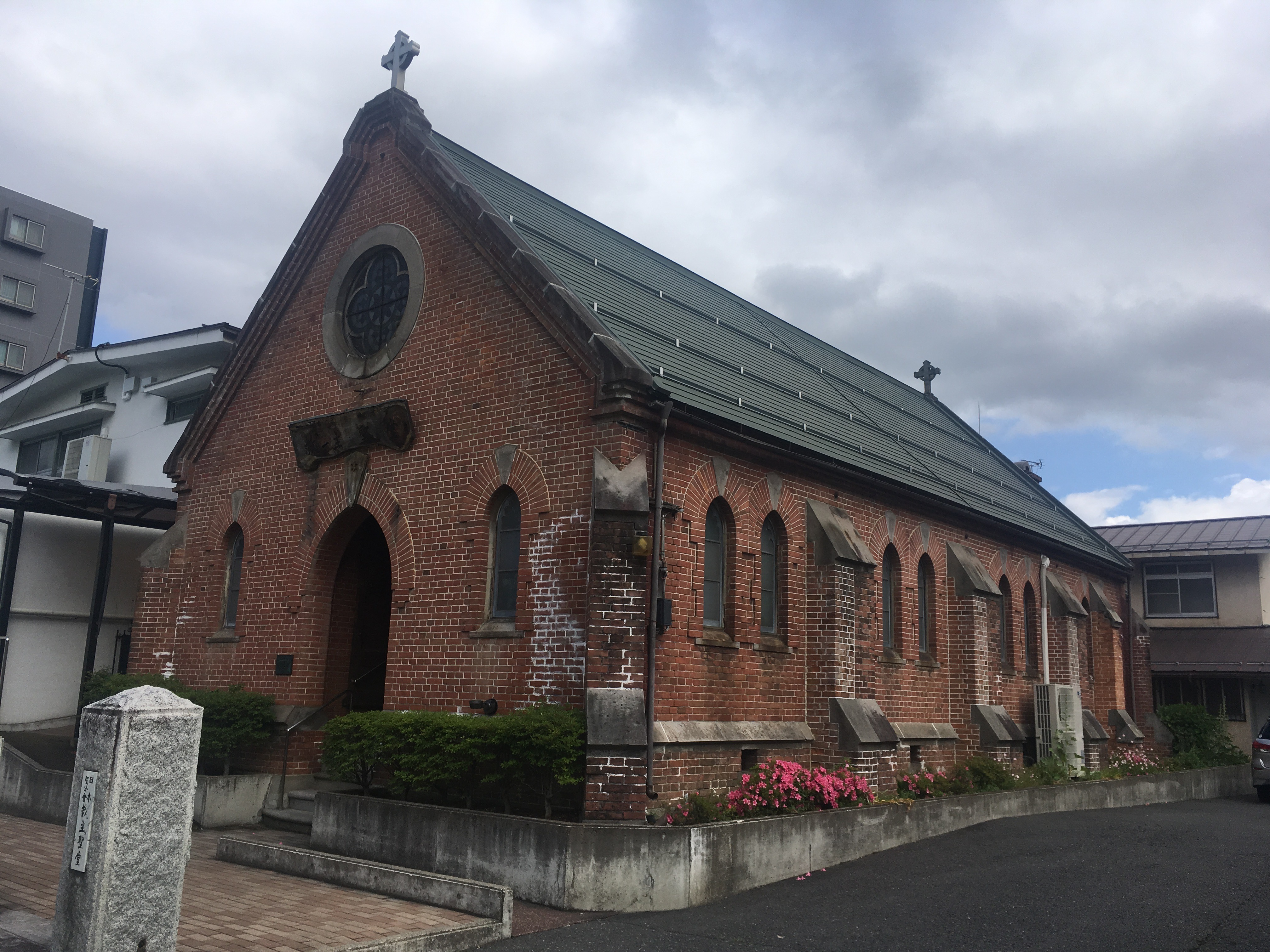
Igreja do Santo Salvador de Nagano Nagano
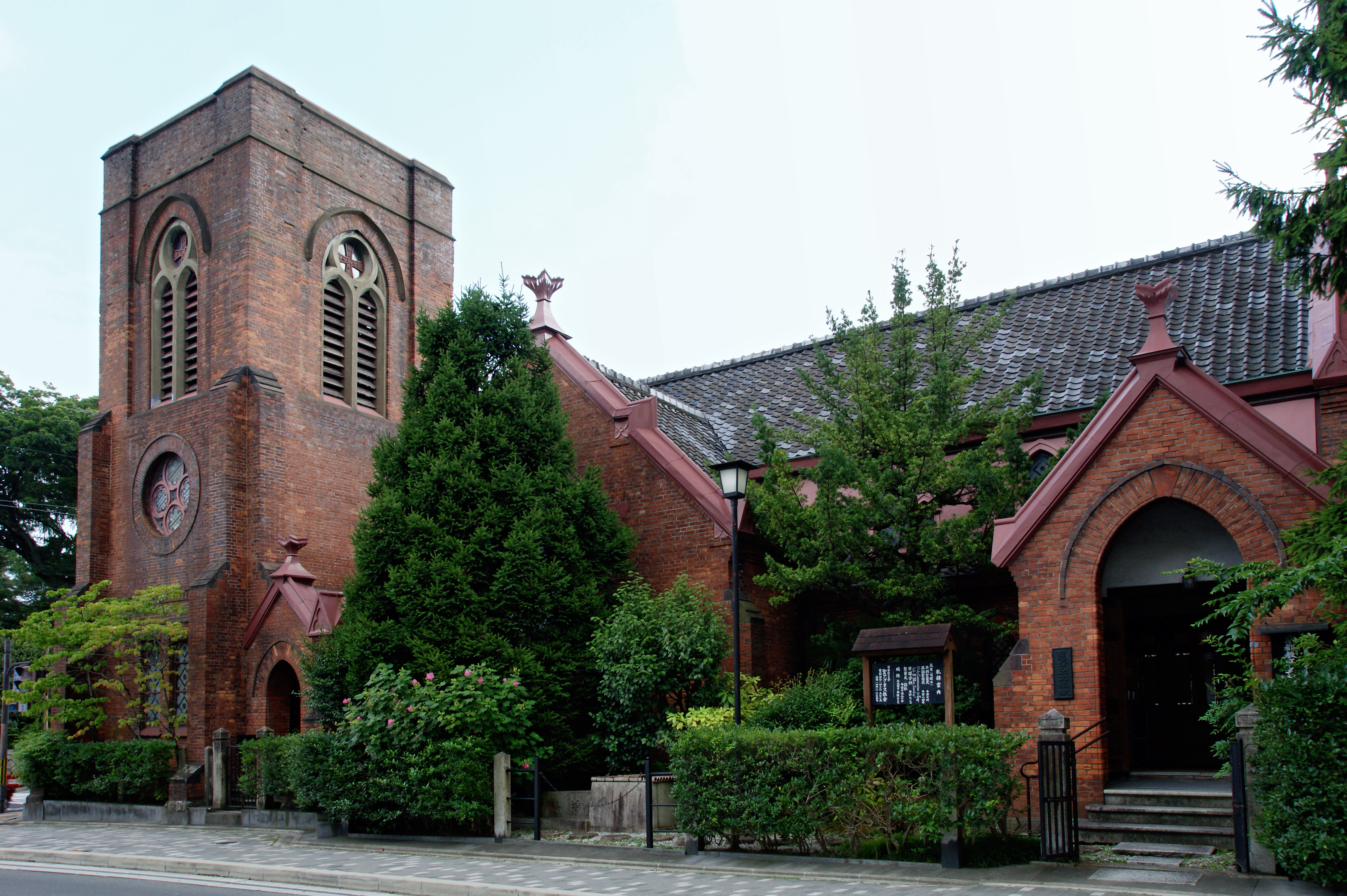
Catedral de Santa Inês, Quioto
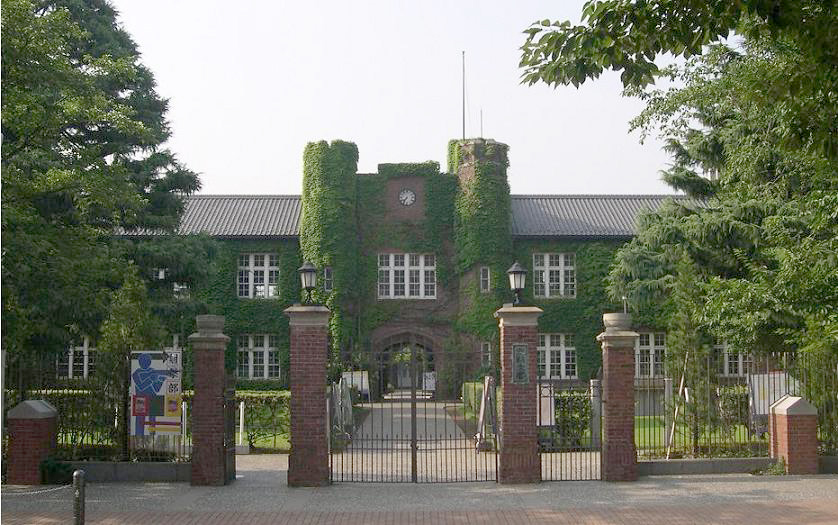
Universidade Rikkyo, Tóquio
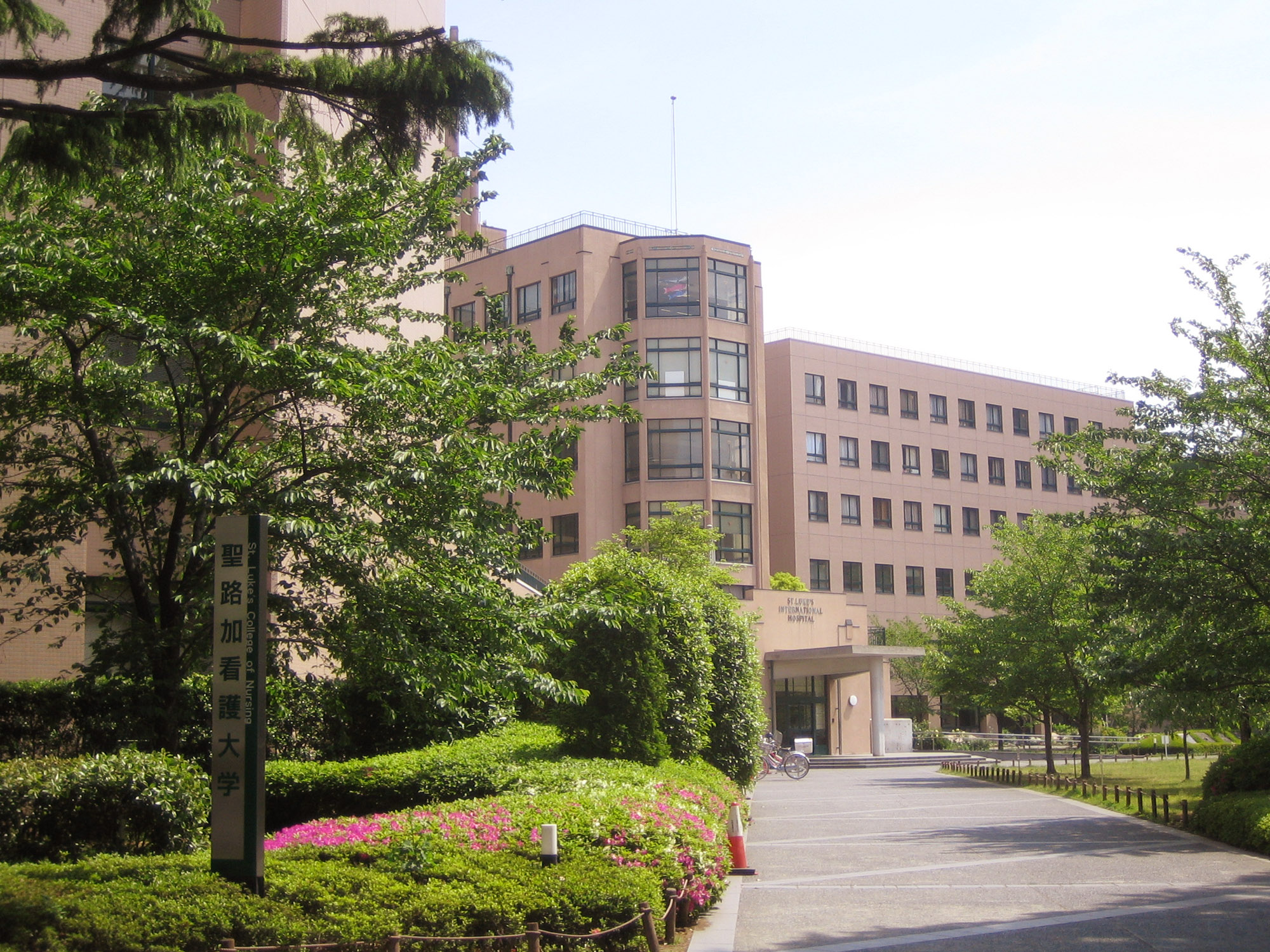
Hospital Internacional St. Luke, Tóquio